# Saetia
Saetia (prononcé « say-cha »), est un groupe de screamo américain, originaire de New York. Le groupe ne dure que trois ans entre 1997 et 2000.

## Biographie
Saetia est formé en 1997 à New York. Le nom du groupe vient d'une faute d'orthographe de Saeta, une chanson composée par Miles Davis pour l'album de jazz Sketches of Spain. Saetia appartient à la génération post-Shotmaker (1993-1996) parmi des groupes tels que Orchid. Saetia joue son premier concert la même année au ABC No Rio, et produit une démo sobrement intitulée Demo et un album éponyme, Saetia. Le premier bassiste du groupe, Alex Madara, sera affecté par une grave réaction allergique qui le placera dans le coma pendant huit jours, et qui causera finalement sa mort le 14 décembre 1998.
Après un dernier album intitulé Eronel, publié en 2000, au label Witching Hour, Saetia décide de se séparer. Il joue son dernier concert au ABC No Rio. En 2001, le label Level Plane Records sort l'album à titre posthume, A Retrospective, qui comprend au total 22 chansons.
En 2016, le label Secret Voice publie la compilation Collected qui regroupe la discographie entière du groupe, moins les chansons live. Saetia a inspiré des groupes tels que Touché Amoré. Les membres de Saetia appartiennent désormais à d'autres groupes tels que Precision Auto (Colin Bartoldus), Hot Cross (Greg Drudy et Matt Smith), ErrorType 11 (Adam Marino) et Off Minor (Jamie Behar et Steve Roche). 

## Membres
- Billy Werner – chant
- Greg Drudy – batterie
- Jamie Behar – guitare
- Adam Marino – guitare (sur Demo, Saetia 7", Saetia LP/CD)
- Alex Madara – basse (sur Demo, Saetia 7")
- Colin Bartoldus – basse (sur Saetia LP/CD, guitare sur Eronel 7")
- Steve Roche – basse (sur Eronel 7")
- Matt Smith – basse

## Discographie
- 1997 : Demo
- 1997 : Saetia
- 1997 : Saetia
- 1999 : Live At ABC No Rio Spring 1999
- 2000 : Eronel
- 2001 : A Retrospective
- 2016 : Collected